# Região Geográfica Intermediária de Patos
A Região Geográfica Intermediária de Patos é uma das quatro regiões intermediárias do estado brasileiro da Paraíba e uma das 134 regiões intermediárias do Brasil, criadas pelo Instituto Brasileiro de Geografia e Estatística (IBGE) em 2017. É composta por 63 municípios, distribuídos em cinco regiões geográficas imediatas.
Sua população total estimada pelo Instituto Brasileiro de Geografia e Estatística (IBGE) para 1º de julho de 2018 é de 638 271 habitantes, distribuídos em uma área total de 18 638,990 km².
Patos é o município mais populoso da região intermediária, com 106 984 habitantes, de acordo com estimativas de 2018 do Instituto Brasileiro de Geografia e Estatística (IBGE).

## Regiões geográficas imediatas
| Região geográfica imediata | Municípios | População Estimativa 2018 | Área (km²) |
| -------------------------- | --- | ------------------------- | ---------- |
| Patos                      | Água Branca Areia de Baraúnas Cacimba de Areia Cacimbas Catingueira Coremas Desterro Emas Imaculada Mãe d'Água Malta Matureia Olho d'Água Passagem Patos Quixaba Salgadinho Santa Luzia Santa Terezinha São José de Espinharas São José do Bonfim São José do Sabugi São Mamede Teixeira Várzea Vista Serrana | 266 834                   | 7 171,989  |
| Itaporanga                 | Aguiar Boa Ventura Conceição Curral Velho Diamante Ibiara Igaracy Itaporanga Nova Olinda Pedra Branca Piancó Santa Inês Santana de Mangueira Santana dos Garrotes São José de Caiana | 123 732                   | 4 510,235  |
| Catolé do Rocha-São Bento  | Belém do Brejo do Cruz Bom Sucesso Brejo do Cruz Brejo dos Santos Catolé do Rocha Jericó Mato Grosso Riacho dos Cavalos São Bento São José do Brejo do Cruz | 117 893                   | 2 860,101  |
| Pombal                     | Cajazeirinhas Condado Lagoa Paulista Pombal São Bentinho São Domingos | 67 097                    | 2 577,488  |
| Princesa Isabel            | Juru Manaíra Princesa Isabel São José de Princesa Tavares | 62 715                    | 1 519,177  |
| Total                      | 63 | 638 271                   | 18 638,990 |